# Daniel Vecka
Daniel Vecka (* 15. listopadu 1999 Karlovy Vary) je český lední hokejista hrající na pozici brankáře.

## Život
S ledním hokejem začínal v rodných Karlových Varech ve věku devíti let, tedy později, než je obvyklé s tímto sportem začínat. Posléze trénoval ve starším dorostu Kadaně a nastupoval za juniory Klášterce nad Ohří. V sezóně se připravoval s mládežnickým výběrem Chomutova a během následujícího ročníku s pražskou Hvězdou. Od sezóny 2016/2017 je členem kádru HC Slavia Praha, a to jak juniorů, tak posléze též mužského výběru. Veckovým vzorem je český brankář Michal Neuvirth.